# Lyprotemyia mimetica
Lyprotemyia mimetica är en tvåvingeart som beskrevs av James 1980. Lyprotemyia mimetica ingår i släktet Lyprotemyia och familjen vapenflugor. Inga underarter finns listade i Catalogue of Life.